# Potentilla crassa
Potentilla crassa là loài thực vật có hoa trong họ Hoa hồng. Loài này được Tausch miêu tả khoa học đầu tiên.